# كايتلين ماهر
كايتلين ماهر (بالإنجليزية: Kaitlyn Ashley Maher)‏ هي مغنية وموسيقية وممثلة أمريكية، ولدت في 10 يناير 2004 في نوفي في الولايات المتحدة.

## أعمال

### أفلام
- (2012) كنز الأصدقاء[5]

## وصلات خارجية
- الموقع الرسمي
- كايتلين ماهر على موقع IMDb (الإنجليزية)
- كايتلين ماهر على موقع ألو سيني (الفرنسية)
- كايتلين ماهر على موقع أول موفي (الإنجليزية)
- كايتلين ماهر على موقع قاعدة بيانات الفيلم (الإنجليزية)
- كايتلين ماهر على موقع كينوبويسك (الروسية)